# Letland op het Eurovisiesongfestival
Letland doet sinds 2000 mee aan het Eurovisiesongfestival.

## Geschiedenis

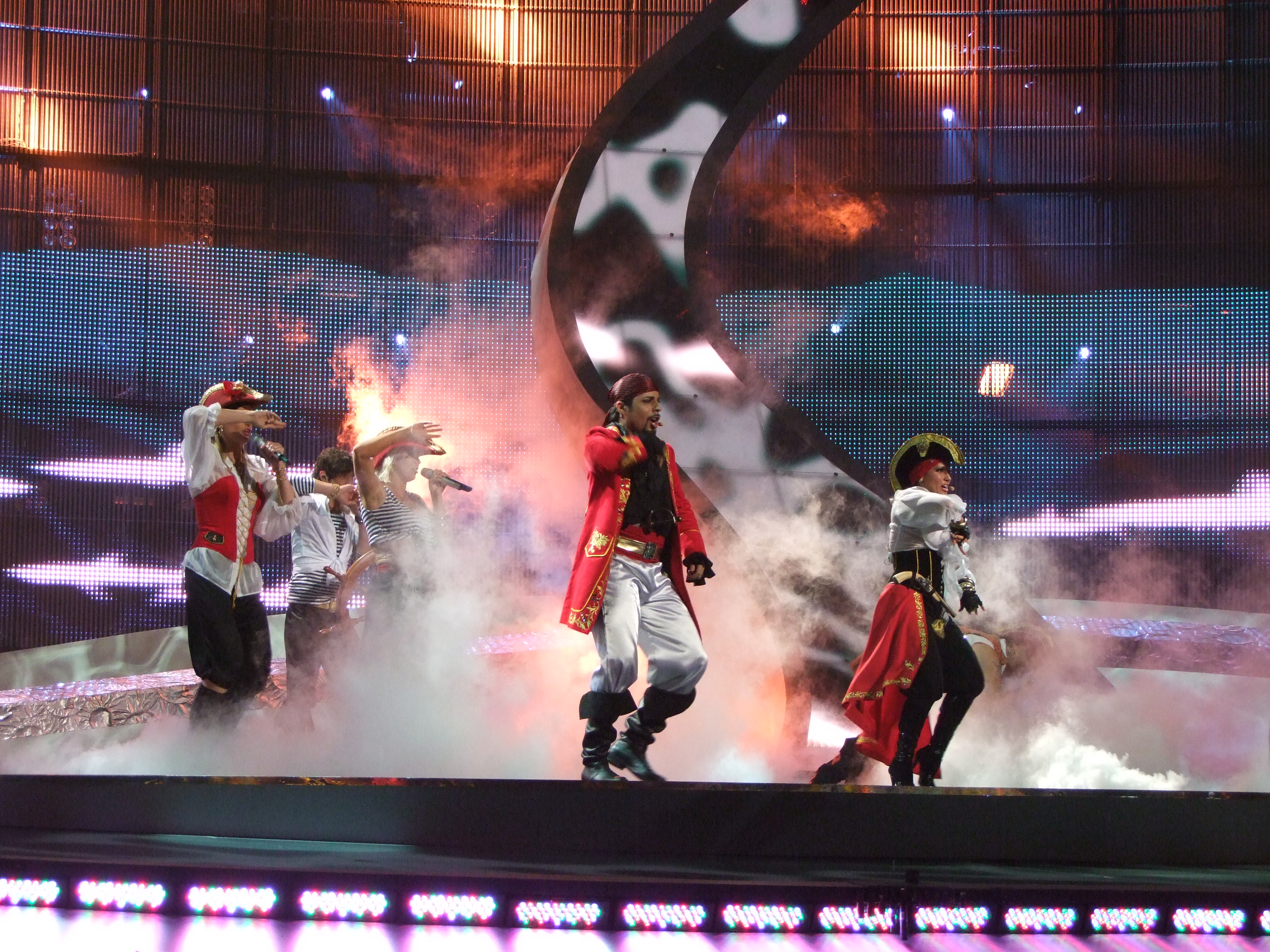
Pirates of the Sea in Belgrado ((2008)

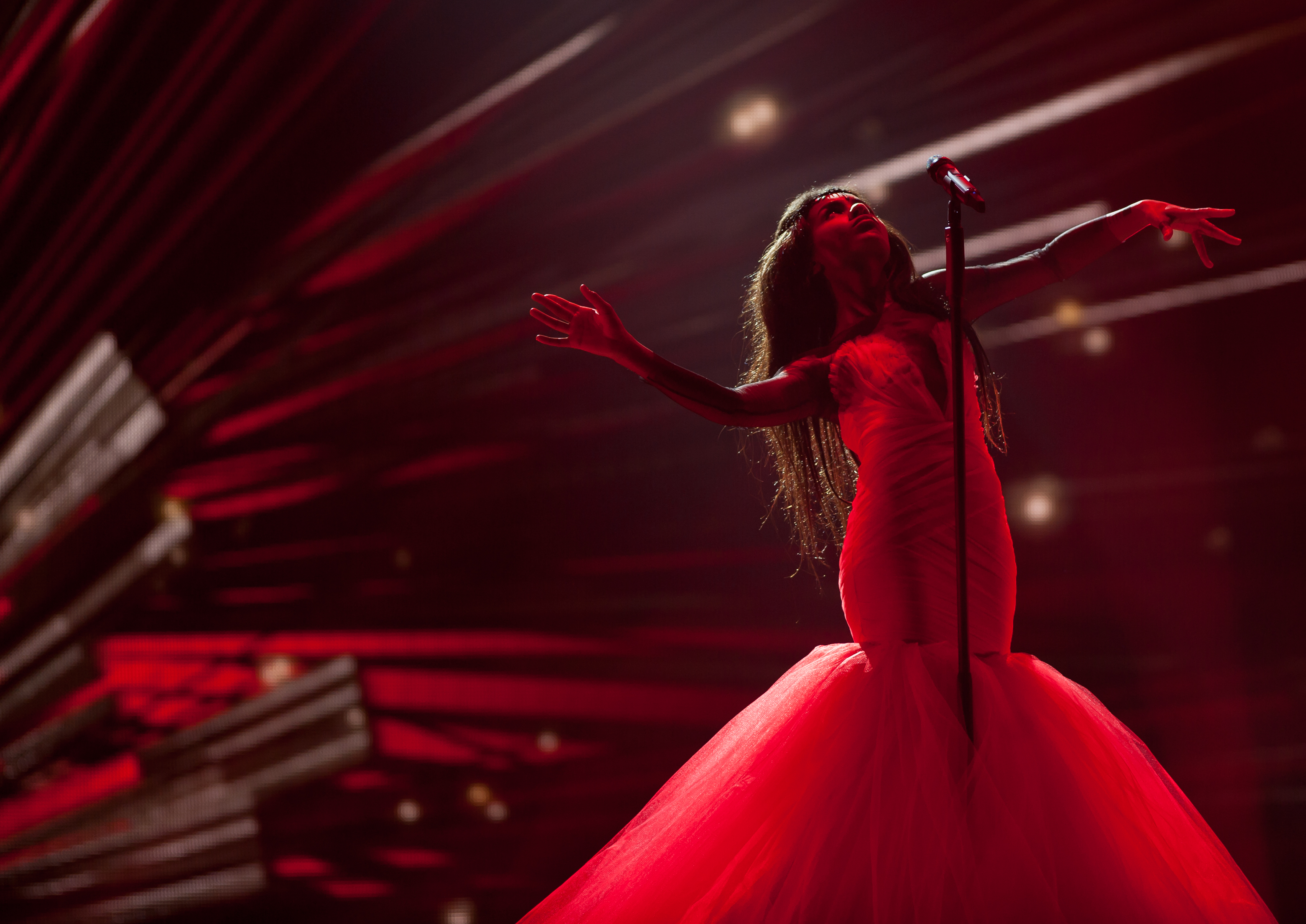
Aminata in Wenen (2015)

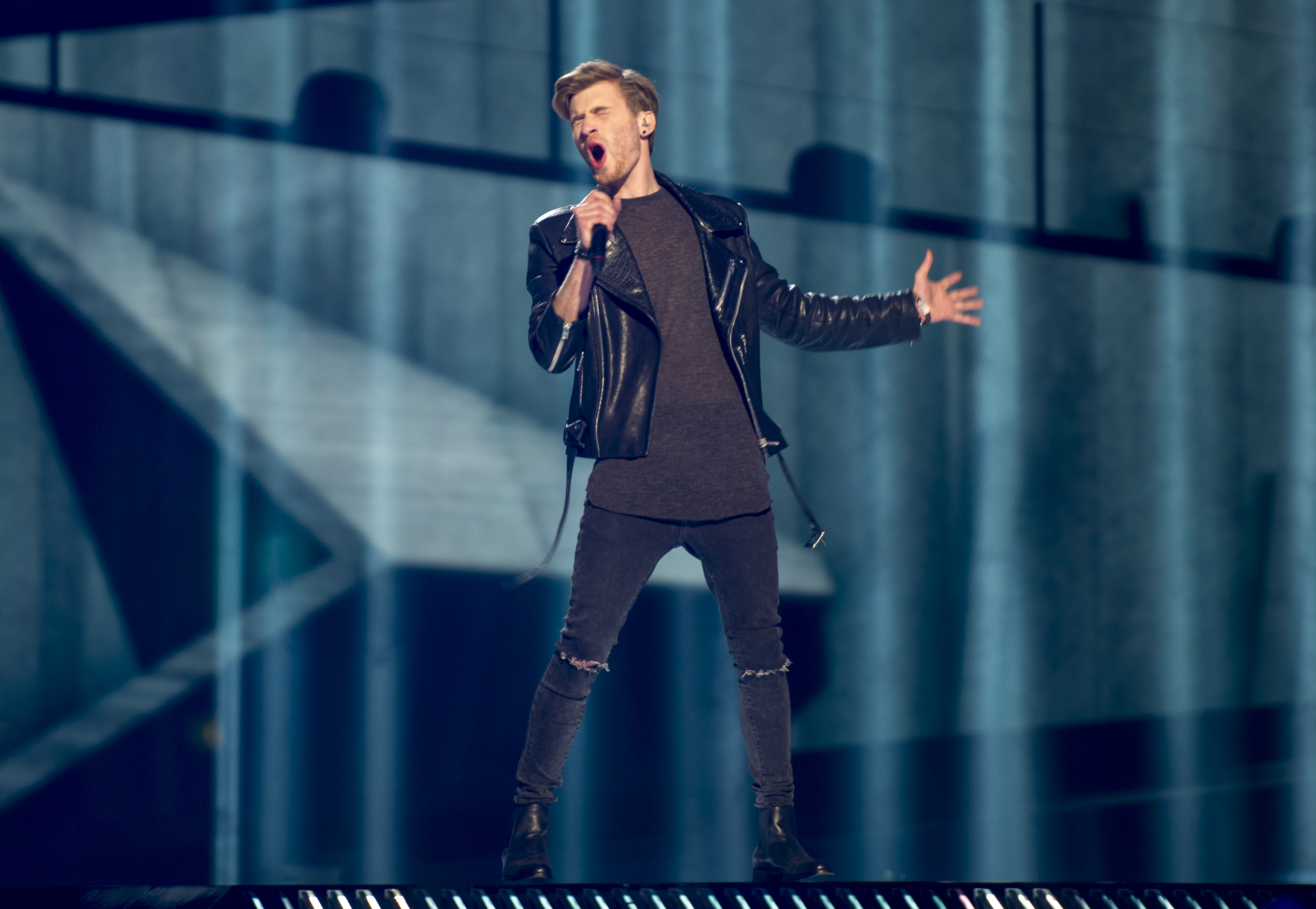
Justs in Stockholm (2016)

### Debuut
Het debuut van Letland op het Eurovisiesongfestival kwam relatief laat. Waar de andere Baltische staten, Litouwen en Estland, al in 1994 voor het eerst deelnamen, waren de Letten pas in 2000 voor het eerst van de partij. Aanvankelijk was het de bedoeling geweest om in 1999 te debuteren, maar wegens financiële problemen werd de eerste deelname een jaar uitgesteld.
De eerste inzending van Letland werd direct een succes. De groep Brainstorm behaalde met het nummer My star 136 punten en eindigde op de derde plaats. Het bleek echter moeilijk om dit verrassende debuut een succesvol vervolg te geven, want een jaar later, in 2001, werd Arnis Mednis voor Letland 18de.

### Overwinning
Het slechte resultaat van 2001 betekende aanvankelijk dat de Letten in 2002 zouden moeten thuisblijven. Toen in 2002 echter bekend werd dat Portugal zich vrijwillig terugtrok, mocht Letland de vrijgekomen plaats innemen. De Letse inzending van dat jaar werd I wanna van zangeres Marie N, een lied dat voorafgaand aan het songfestival nergens als een serieuze kanshebber werd gezien. De verrassing was dan ook groot toen Marie N uiteindelijk als winnares uit de bus kwam; ze wist 176 punten te vergaren, twaalf punten meer dan de nummer 2, Malta. Het was de eerste en tot nu toe enige songfestivalzege voor Letland.
Door de overwinning vond het Eurovisiesongfestival 2003 plaats in de Letse hoofdstad Riga. Als locatie werd de Skonto Hall aangewezen. De presentatie lag in handen van twee eerdere Letse deelnemers: Marie N, winnares van een jaar eerder, en Renārs Kaupers, lid van Brainstorm. De Letse inzending deed het op eigen bodem ronduit slecht: F.L.Y. werd 24ste met Hello from Mars.

### Halve finales
In 2004 werd op het Eurovisiesongfestival de halve finale ingevoerd. Letland eindigde hierin als 17de en mocht zodoende niet door naar de finale. In 2005 hadden de Letten weer meer succes, met het duo Valters & Kaža. Zij behaalden een 10de plaats in de halve finale en zelfs een vijfde in de finale. Door dit resultaat mocht in 2006 de groep Cosmos met het a capella gezongen nummer I hear your heart rechtstreeks in de finale starten. De 16de plaats die daar bereikt werd, stelde echter teleur.
In 2007 en 2008 wist Letland zich met opvallende inzendingen te kwalificeren voor de finale; in 2007 met de uit tenoren bestaande groep Bonaparti.lv en in 2008 met een groep uitgedoste piraten. Beide inzendingen eindigden echter in de middenmoot. 
Aan het Eurovisiesongfestival 2009 in Moskou zou Letland aanvankelijk niet meedoen. Opgelegde bezuinigingen van de Letse overheid aan omroep Latvijas Televīzija (LTV) belemmerden het betalen van de participatieprijs. Het leek erop dat Letland hierdoor gedwongen was zich van het songfestival terug te trekken, maar uiteindelijk was het land toch van de partij. De inzending werd het lied Sastrēgums van Intars Busulis, die de voorselectie gewonnen had. Op het Songfestival koos Busulis ervoor om niet in het Lets te zingen, maar in het Russisch. De titel werd veranderd in Probka, maar werd laatste in de halve finale. Busulis kreeg slechts 7 punten. 
Het debacle in Moskou was voor Letland het begin van een reeks zeer povere resultaten op het songfestival. De Letse inzendingen bleven enkele jaren telkens steken in de onderste regionen van de halve finale. In 2010 eindigden de Letten voor de tweede maal op rij als laatste, en in 2013 overkwam dit het land nogmaals. Ook in 2014 kon Letland niet naar de finale doorstoten. 

### Sinds 2015
In 2015 werd de selectiemethode compleet omgegooid. De nieuwe selectie, genaamd Supernova, werd gewonnen door Aminata Savadogo met haar liedje Love injected. Voor het eerst sinds 2008 werd de finale behaald en uiteindelijk werd de zesde plaats bereikt. Dit was de beste Letse prestatie in tien jaar tijd. In 2016 behaalden de Letten met Justs Sirmais opnieuw een finaleplaats, waarin het land als 15de eindigde. In 2017 werd Letland opnieuw voortijdig uitgeschakeld met (voor de vierde keer) een laatste plaats in de halve finale. Ook in 2018, in 2019 en 2021 haalden de Letse inzendingen de finale niet. In 2021 werden ze opnieuw laatste in hun halve finale.
In 2022 baarde Letland opzien met de band Citi Zēni. Hun nummer Eat your salad ging over veganistisch eten en ecovriendelijk leven, maar was tegelijk doorspekt met seksuele verwijzingen, waarvan er enkele werden gecensureerd. De Letten kregen er in de halve finale 55 punten voor en behaalden wederom geen finaleplaats. In 2023 moest Letland de finale voor de zesde keer op rij missen, de band Sudden Lights greep net aan mis.
Dons nam in 2024 deel met het nummer Hollow. Hij trad aan in de tweede halve finale. De wedkantoren gaven hem daarin de laagste kans van alle deelnemers om naar de finale te gaan. Desondanks lukte het de zanger om zich daarvoor te plaatsen. Sinds 2016 was een Letse deelnemer daarin niet geslaagd. In de finale eindigde Dons op de zestiende plaats. In 2025 werd Letland door de folkgroep Tautumeitas vertegenwoordigd. Met het lied Bur man laimi wist Letland voor het tweede jaar op rij de finale te halen, ze bleken zelfs tweede geworden te zijn in de halve finale. Het was tevens de eerste keer dat een lied in de Letse taal de finale wist te bereiken. Hier eindigde het op de dertiende plaats.  

## Letse deelnames
| Jaar | Artiest            | Titel               | Fin. | Ptn. | Semi | Ptn. | Taal           |
| ---- | ------------------ | ------------------- | ---- | ---- | ---- | ---- | -------------- |
| 2000 | Brainstorm         | My star             | 3    | 136  |      |      | Engels         |
| 2001 | Arnis Mednis       | Too much            | 18   | 16   |      |      | Engels         |
| 2002 | Marie N            | I wanna             | 1    | 176  |      |      | Engels         |
| 2003 | F.L.Y.             | Hello from Mars     | 24   | 5    |      |      | Engels         |
| 2004 | Fomins & Kleins    | Dziesma par laimi   | X    | X    | 17   | 21   | Lets           |
| 2005 | Valters & Kaža     | The war is not over | 5    | 153  | 10   | 85   | Engels         |
| 2006 | Cosmos             | I hear your heart   | 16   | 30   | X    | X    | Engels         |
| 2007 | Bonaparti.lv       | Questa notte        | 16   | 54   | 5    | 168  | Italiaans      |
| 2008 | Pirates of the Sea | Wolves of the sea   | 12   | 83   | 6    | 86   | Engels         |
| 2009 | Intars Busulis     | Probka              | X    | X    | 19   | 7    | Russisch       |
| 2010 | Aisha              | What for?           | X    | X    | 17   | 11   | Engels         |
| 2011 | Musiqq             | Angel in disguise   | X    | X    | 17   | 25   | Engels         |
| 2012 | Anmary             | Beautiful song      | X    | X    | 16   | 17   | Engels         |
| 2013 | PeR                | Here we go          | X    | X    | 17   | 13   | Engels         |
| 2014 | Aarzemnieki        | Cake to bake        | X    | X    | 13   | 33   | Engels         |
| 2015 | Aminata Savadogo   | Love injected       | 6    | 186  | 2    | 155  | Engels         |
| 2016 | Justs              | Heartbeat           | 15   | 132  | 8    | 132  | Engels         |
| 2017 | Triana Park        | Line                | X    | X    | 18   | 21   | Engels         |
| 2018 | Laura Rizzotto     | Funny girl          | X    | X    | 12   | 106  | Engels         |
| 2019 | Carousel           | That night          | X    | X    | 15   | 50   | Engels         |
| 2021 | Samanta Tīna       | The moon is rising  | X    | X    | 17   | 14   | Engels         |
| 2022 | Citi Zēni          | Eat your salad      | X    | X    | 14   | 55   | Engels         |
| 2023 | Sudden Lights      | Aijā                | X    | X    | 11   | 34   | Engels en Lets |
| 2024 | Dons               | Hollow              | 16   | 64   | 7    | 72   | Engels         |
| 2025 | Tautumeitas        | Bur man laimi       | 13   | 158  | 2    | 130  | Lets           |

| Kleur | Betekenis      |
| ----- | -------------- |
|       | Eerste plaats  |
|       | Tweede plaats  |
|       | Derde plaats   |
|       | Laatste plaats |
|       | Gastland       |

## Festivals in Letland
| Jaar | Plaats | Zaal        | Presentatoren             |
| ---- | ------ | ----------- | ------------------------- |
| 2003 | Riga   | Skonto Hall | Renārs Kaupers en Marie N |

## Punten
In de periode 2000-2025. Punten uit halve finales zijn in deze tabellen niet meegerekend.
| Plaats | Land     | Punten |
| ------ | -------- | ------ |
| 1      | Rusland  | 175    |
| 2      | Oekraïne | 168    |
| 3      | Litouwen | 161    |
| 4      | Estland  | 156    |
| 4      | Zweden   | 156    |

| Plaats | Land                | Punten |
| ------ | ------------------- | ------ |
| 1      | Litouwen            | 119    |
| 2      | Estland             | 103    |
| 3      | Ierland             | 74     |
| 4      | Verenigd Koninkrijk | 69     |
| 5      | Denemarken          | 51     |

### Twaalf punten gegeven aan Letland
| Aantal | Land                | Wanneer                                |
| ------ | ------------------- | -------------------------------------- |
| 6      | Litouwen            | 2002, 2005, 2015, 2016 (t), 2025 (j+t) |
| 3      | Ierland             | 2005, 2008, 2015                       |
| 2      | Estland             | 2000, 2002                             |
| 1      | België              | 2000                                   |
| 1      | Denemarken          | 2025 (j)                               |
| 1      | Duitsland           | 2002                                   |
| 1      | Finland             | 2000                                   |
| 1      | Israël              | 2002                                   |
| 1      | Moldavië            | 2005                                   |
| 1      | Noorwegen           | 2000                                   |
| 1      | San Marino          | 2015                                   |
| 1      | Spanje              | 2002                                   |
| 1      | Verenigd Koninkrijk | 2025 (j)                               |

(j) = vakjury; (t) = televoting

### Twaalf punten gegeven door Letland
(Vetgedrukte landen waren ook de winnaar van dat jaar.)
| Jaar | Land        | Jaar | Land                     | Jaar | Land                         |
| ---- | ----------- | ---- | ------------------------ | ---- | ---------------------------- |
| 2000 | Denemarken  | 2009 | Noorwegen                | 2018 | Zweden (j) Litouwen (t)      |
| 2001 | Estland     | 2010 | Duitsland                | 2019 | Nederland (j) Rusland (t)    |
| 2002 | Estland     | 2011 | Italië                   | 2021 | Zwitserland (j) Litouwen (t) |
| 2003 | Rusland     | 2012 | Zweden                   | 2022 | Oekraïne (j+t)               |
| 2004 | Oekraïne    | 2013 | Rusland                  | 2023 | Estland (j) Finland (t)      |
| 2005 | Zwitserland | 2014 | Nederland                | 2024 | Zwitserland (j) Estland (t)  |
| 2006 | Rusland     | 2015 | Zweden                   | 2025 | Oostenrijk (j) Estland (t)   |
| 2007 | Oekraïne    | 2016 | Oekraïne (j) Rusland (t) |      |                              |
| 2008 | Rusland     | 2017 | Portugal (j) België (t)  |      |                              |

(j) = vakjury; (t) = televoting